# Alexander Brailovsky
Alexander Brailovsky, född 16 februari 1896 i Kiev, Kejsardömet Ryssland, död 25 april 1976 i New York, var en rysk pianist.
Brailovsky utbildades av bland andra Theodor Leschetizky, Ferruccio Busoni, Moritz Moszkowski och Francis Planté. Redan från sin första konsert i Paris 1919 gjorde han sig känd som en av samtidens tekniskt skickligaste och musikaliskt mest kultiverade och fördjupade pianister. Särskilt hans Chopinspel har ansetts föredömligt. Från 1922 uppträdde han flera gånger i Stockholm, även som solist i Konsertföreningen.